# Катастрофа MD-83 поблизу Анакапи
Катастрофа MD-83 поблизу Анакапи — велика авіаційна катастрофа, що сталася в понеділок 31 січня 2000 року. Авіалайнер McDonnell Douglas MD-83 авіакомпанії Alaska Airlines здійснював плановий рейс AS261 за маршрутом Пуерто-Вальярта—Сан-Франциско—Сіетл, але на підльоті до Сан-Франциско впав у воду за 4,5 км від узбережжя острова Анакапа (Каліфорнія) через відмову механізму перестановки стабілізатора. Загинули всі 88 осіб, хто перебував на його борту, — 83 пасажири і 5 членів екіпажу.

## Літак
McDonnell Douglas MD-83 (реєстраційний номер N963AS, заводський 53077, серійний 1995) випущено 1992 року (перший політ здійснив 11 квітня). 27 травня того ж року передано авіакомпанії Alaska Airlines. Оснащений двома турбореактивними двигунами Pratt & Whitney JT9D-219. На день катастрофи здійснив 14 315 циклів «зліт-посадка» і налітав 26 584 годин.

## Екіпаж і пасажири
Літаком керував дуже досвідчений екіпаж, склад якого був таким:
- Командир повітряного судна (КПС) — 53-річний Едвард Томпсон (англ. Edward Thompson). Дуже досвідчений пілот, пропрацював в авіакомпанії Alaska Airlines 17 років і 5 місяців (з 16 серпня 1982 року). Керував літаком McDonnell Douglas DC-9. Налітав понад 17 750 годин, понад 4150 з них на McDonnell Douglas MD-83.
- Другий пілот — 57-річний Вільям Танскі (англ. William Tansky). Дуже досвідчений пілот, пропрацював в авіакомпанії Alaska Airlines 14 років і 6 місяців (з 17 липня 1985 року). Керував літаками Douglas DC-6[en] і Douglas DC-7[en]. Налітав понад 8140 годин, понад 8060 з них на McDonnell Douglas MD-83.

В салоні літака працювали троє бортпровідників:
- Еллісон Шенкс (англ. Allison Shanks), 33 роки. В Alaska Airlines від 1989 року.
- Крейг Пуланко (англ. Craig Pulanco), 30 років. В Alaska Airlines від 1997 року.
- Крістін Міллс (англ. Kristin Mills), 26 років. В Alaska Airlines від травня 1999 року.

| Громадянство    | Пасажири | Екіпаж | Всього |
| --------------- | -------- | ------ | ------ |
| США             | 81       | 5      | 86     |
| Мексика         | 1        | 0      | 1      |
| Велика Британія | 1        | 0      | 1      |
| Всього:         | 83       | 5      | 88     |

Всього на борту літака знаходилися 88 осіб — 83 пасажири і 5 членів екіпажу.

## Хронологія подій

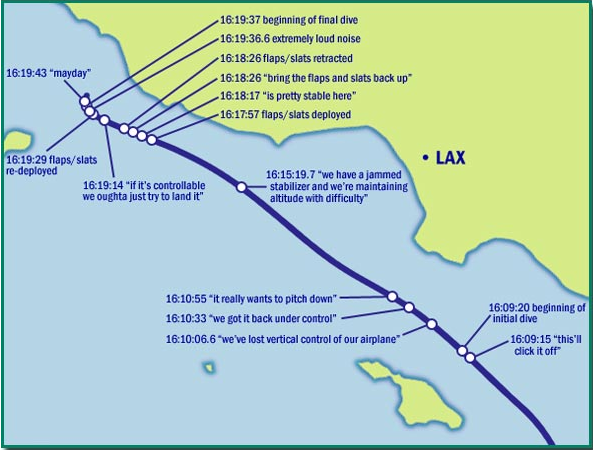
Схема польоту рейсу 261

Рейс AS 261 вилетів з Пуерто-Вальярти о 13:37 PST і невдовзі зайняв ешелон FL310 (9450 метрів).
О 15:49, перебуваючи в районі Лос-Анджелеса, пілоти повідомили диспетчеру про проблеми, пов'язані з горизонтальним оперенням. Ні авіадиспетчер, ні екіпаж не могли зрозуміти причину відмови; неодноразові спроби пілотів виправити неполадки не мали успіху. Також пілоти кілька разів обговорювали з диспетчером питання: аварійно сідати в Лос-Анджелесі чи продовжувати летіти до Сан-Франциско; при цьому диспетчер наполягав летіти до Сан-Франциско.
О 16:09, перебуваючи над океаном, літак несподівано увійшов у пікірування, знизившись з 9450 метрів до 7000-7300 метрів (пікірування тривало 1 хвилину 20 секунд). Пілотам вдалося вирівняти лайнер на висоті 7400 метрів, після чого вони прийняли рішення йти на вимушену посадку в аеропорту Лос-Анджелеса; диспетчер Лос-Анджелеса дав рейсу 261 дозвіл на посадку.
О 16:19, під час спроб екіпажу оцінити можливості керування літаком та підготовки до посадки в Лос-Анджелесі, лайнер другий раз увійшов у пікірування. Пілоти спробували виправити становище, виконавши «напівбочку» на висоті 5500 метрів (перекинувши літак шасі вгору), але рейс AS 261 продовжив знижуватись у перекинутому положенні та о 16:21 PST, не виходячи з пікірування, врізався у воду за 4,5 км від узбережжя острова Анакапа біля берегів Каліфорнії і повністю зруйнувався. Всі 88 осіб на його борту загинули.
Підняття уламків
За допомогою Військово-морського флоту США з дна Тихого океану було піднято близько 85 % уламків літака, зокрема хвостова частина фюзеляжу, крило і бортовий самописець.

## Розслідування

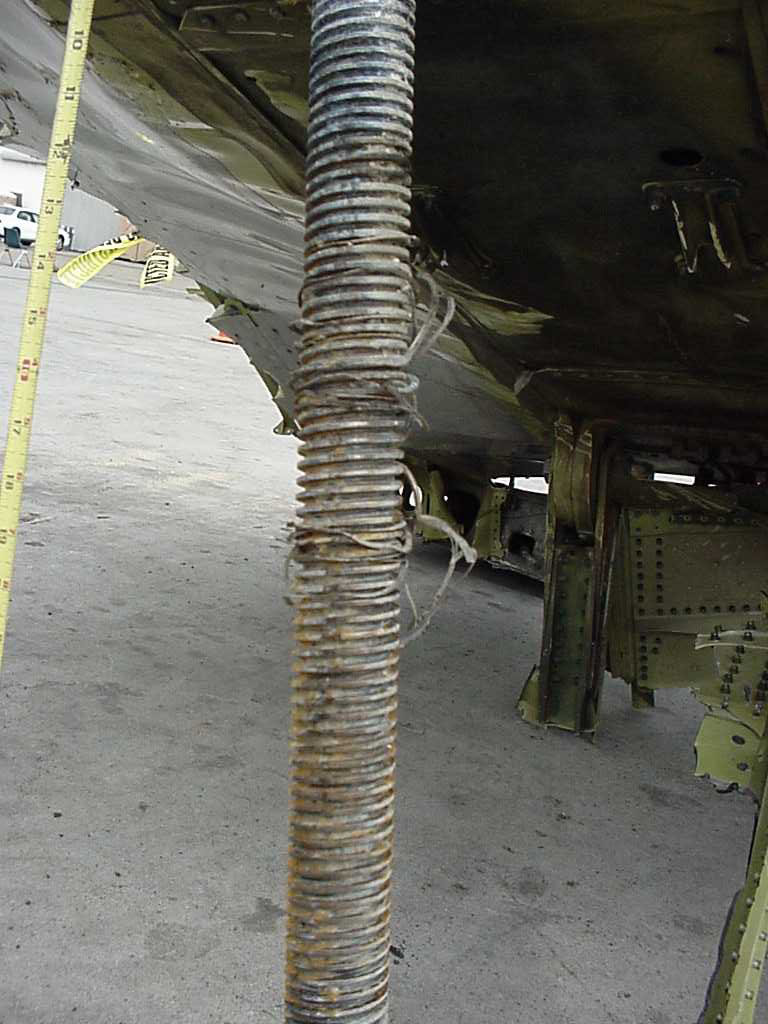
Гвинтовий механізм перестановки стабілізатора (гвинт з витками внутрішньої різьби гайки, що залишились на ньому) борта N963AS

Розслідуванням причин катастрофи рейсу AS 261 зайнялася Національна рада з безпеки на транспорті (NTSB).
Остаточний звіт розслідування опубліковано 30 грудня 2002 року.
Згідно зі звітом, причиною катастрофи стала недостатня кількість мастила у гвинтовому механізмі, що змінює кут установки стабілізатора, що призвело до підвищеного зносу бронзової гайки цього механізму, її поломки і, як наслідок, відведенням стабілізатора і втратою керування. Остання заміна мастила перед катастрофою проводилася у вересні 1999 року.
Розслідування також з'ясувало, що авіакомпанія Alaska Airlines збільшила інтервал між плановими оглядами своїх авіалайнерів. Це істотно підвищило ймовірність того, що факт зносу деталей залишиться непоміченим.

## Наслідки катастрофи
Авіакомпанія Alaska Airlines на знак поваги до пасажирів і екіпажу рейсу 261 змінила номер рейсу AS 261 на AS 203, маршрут рейсу став Пуерто-Вальярта—Сіетл і по ньому літає Boeing 737.

## В культурі
- Катастрофа рейсу 261 показана в 1 сезоні канадського документального телесеріалу Розслідування авіакатастроф у серії Піке над океаном.
- У фільмі «Екіпаж» (США, 2012, режисер Роберт Земекіс) причиною аварії літака MD-80 теж послужила несправність валу управління кермом висоти, але командир, виконавши «напівбочку», зміг здійснити аварійну посадку.